# هاملتوني (ميكانيكا الكم)

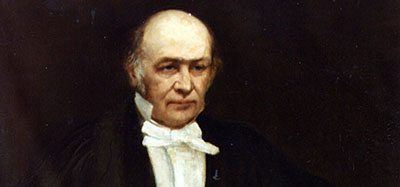

هاملتوني ميكانيكا الكم  في الفيزياء (بالإنجليزية: Hamiltonian ) هو مؤثر يعطي الطاقة الكلية لنظام كمومي. وهو يكوّن طيفا لمختلف الطاقات المنفصلة الممكنة في النظام. يرمز للهاملتوني بالرمز
{\displaystyle H}, أو {\displaystyle {\check {H}}} أو {\displaystyle {\hat {H}}} وهو أساسي في دراسة ميكانيكا الكم وكذلك في الميكانيكا الكلاسيكية.

## مقدمـــة
كما هو في الميكانيكا الكلاسيكية يعبر معامل الهاملتوني عن مجموع طاقة الحركة وطاقة الوضع للنظام، ويعطيها في الصورة:
{\displaystyle H=K+V}
حيث {\displaystyle K} معامل طاقة الحركة و {\displaystyle V} معامل طاقة الوضع والتي تكون دالة للمكان والزمان {\displaystyle V(\mathbf {r} ,t)}. ويتخذ معامل طاقة الحركة في ميكانيكا الكم نفس صورته في الميكانيكا الكلاسيكية :
{\displaystyle K={\frac {p^{2}}{2m}}}
حيث :
{\displaystyle p\;} كمية الحركة،
{\displaystyle m\;} الكتلة.
ثم صاغ العالم النمساوي شرودنجر مؤثر زخم الحركة على الصورة:
{\displaystyle p\rightarrow -i\hbar \nabla }
حيث {\displaystyle \nabla } (مؤثر دل)
مؤثر التدرج، و {\displaystyle i} العدد التخيلي (يساوي :{\displaystyle {\sqrt {-}}1} )، و {\displaystyle \hbar } ثابت بلانك المخفض. وبإضافة هذا الجزء إلى مؤثر طاقة الوضع ينتج:
{\displaystyle \mathbf {H} =-{\frac {\hbar ^{2}}{2m}}\nabla ^{2}+V(\mathbf {r} ,t)}
التي تسمح بتطبيق الهاملتوني على نظام تصفه دالة موجية
{\displaystyle \Psi (\mathbf {r} ,t)}.
تلك هي الطريقة الرياضية الأولية المتبعة في ميكانيكا الكم والتي تعتمد على الصياغة التي ابتكرها شرودنجر فيما يسمى الميكانيكا الموجية لشرودنجر.
معادلة شرودنجر هذه تصف حركة جسيم مثل الإلكترون المحصور في المجال الكهربائي لنواة الذرة وذلك عند اعتبار الخاصية الازدواجية للإلكترون في إمكانية وصفه بازدواجية موجة-جسيم مع تطبيق جهد كولوم على مؤثر طاقة الوضع {\displaystyle \ V(\mathbf {r} ,t)} (اقرأ أيضا جسيم في صندوق).
.

## اقرأ أيضا
- جسيم في صندوق
- معادلة شرودنغر
- حاجز كولوم
- جهد يوكاوا
- ميكانيكا الكم
- هزاز توافقي
- جسيم في حلقة